# كاميناشي كازويا
كاميناشي كازويا (23 فبراير 1986 في طوكيو) هو ممثل ياباني. 

## نشأته وحياته المهنية
كامي هو الولد الثالث لأبوين، حيث لديه اخوان أكبر منه سنا، يوشيرو وكوجي، وأخ أصغر يدعى يويا، ولديه ابنة أخ من زواج شقيقه الثاني. أطلق عليه والديه اسم كازويا تيمنا بـ مانغا «توش» للمانغاكا الشهيرة «ميتسورو أداشي». لدى كامي عشق كبير لرياضة البيسبول حيث مَثل القريق الياباني للناشئين عالميا قبل أن يتخلى عن اللعبة بعد انضمامه إلى شركة جوني، رغم أن رئيس الشركة جوني كيتاغاوا لم يمنعه من ممارسة هذه الرياضة، إلا أن ضيق الوقت منعه من المتابعة. لكن كامي لا زال مهتما باللعبة ويشارك في مباريات ودية مع أبرز الفرق اليابانية وقد بدأ في منتصف سنة 2010 بتقديم برنامج رياضي Going & sport & news, وفي 2011 فاز بجائزة أفضل لاعب في الفعالية السنوية التي تقيمها وكالته (Marching J)
كاميناشي كازويا، صاحب الحرف K من فرقة كاتون اليابانية. أثناء مرحلة الاختبار للانضمام إلى شركة جوني كان في نفس المجموعة برفقة عضوي فرقة كاتون أكانيشي جين وناكامارو يويتشي. ورغم صغر سنه إلا أن كامي يُعتبر بمثابة القائد الغير الرسمي للفرقة، وذلك لمهارته في التحدث كما أنه يقوم بدور المتحدث الرسمي في البرامج التلفزيونة وأثناء الحفلات الموسيقية للفرقة. يمتاز كامي كأغلب أعضاء كاتون بموهبة في كتابة الأغاني حيث قام بكتابة الأغاني المنفردة الخاصة به مثل «كيزونا» التي كانت إحدى أغاني الدراما الخاصة به «غوكسن 2». كتب كذلك أغنية «سبيشل هابينيس» التي أداها برفقة زميله في الفرقة تاغوتشي جونوسكي سنة 2007. وقام خلال جولة كاتون الصيفية 2009 بكتابة أغنية وتدعى «آيشتيريو كارا» والتي أداها وهو يعزف على الإيثار طوال عروض الجولة الغنائية، وفي 2010 قام بكتابة أغنية (سويت)والتي مثل فيها كمصاص دماء. يمتلك كامي كلبين الأولى اسمها ران تشان وقد اشتراها برفقة زميله في الفرقة أكانيشي جين، أما الثاني فاشتراه سنة 2009 واطلق عليه اسم جيلي.
شوجي تو اكيرا
في سنة 2005 قام كامي بأداء أول دور بطولة له في دراما «نوبوتا وو بروديوس» إلى جانب عضو فرقة نيوز ياماشيتا توموهيسا. أصدر الاثنان تحت اسم «شوجي تو أكيرا» أغنية خاصة بهما تدعى «سيشون اميغو» والتي حققت أرقاما خيالية، حيث بيع منها أكثر من مليون نسخة في أقل من أربعة أسابيع، لتصبح من أكثر الأغاني رواجا خلال عام 2005، ولم تخرج من تصنيف الأوريكون لمدة 34 أسبوعا وهو إنجاز لا يتكرر إلا ما في ندر. وبهذه الأغنية ترسّم كامي في شركة جوني قبل أعضاء فريقه كاتون، مما سبب بعض الحساسيات داخل الفرقة آنذاك.
الترسيم والنجاح الكبير مع كاتون
كانت سنة 2006 هي الأبرز لكاتون كفرقة، فقد ترسمو أخيرا في 22 من مارس بعد انتظار دام أكثر من 5 سنوات. وأصدروا أخيرا أول أغنية رسمية لهم «رييل فيس»، التي حققت نجاحا باهرا ونجحت في انتزاع المركز الأول في تصنيف الأوريكون بعد أن بيع منها أكثر من 700 ألف نسخة. وتخطن حاجز المليون نسخة عند نهاية السنة. أما على الصعيد الشخصي فقد واصل كامي الظهور كبطل في العديد من الدرامات الناجحة وقد خاض أول تجربة سينمائية له في فيلم «غوكسن» الذي عُرض في صيف 2009.

## أغاني السولو الخاصة به
- هانسنايدي آي
- 2004 - كيزونا
- 2005 - ناتسو نو أواري
- 2006 - 16 سيغند
- 2007 - سمبداي فور سمبدي
- 2008 - ويذ آوت نوتيس
- 2009 - 1582
- 2009 - آيشتيرو كارا
- 2010 - لوست ماي وي
- 2010 - sweet

## الأعمال الخاصة به
دراما
| سنة العرض | القناة | عنوان الدراما               | الدور                         |
| --------- | ------ | --------------------------- | ----------------------------- |
| 1999      | TBS    | كينباتشي سينسي              | أكيهيكو فوكاغاوا              |
| 2005      | NTV    | غوكسين 2                    | أوداغيري ريو                  |
| 2005      | NTV    | المحقق كيندايشي             | هاجيمي كيندايشي               |
| 2005      | NTV    | نوبوتو وو بروديوس           | كيريتاني شوجي                 |
| 2006      | فوجي   | سابوري                      | إيشدا يويا                    |
| 2006      | NTV    | يوكي                        | يوكي                          |
| 2006      | NTV    | كويتان                      | ضيف خاص                       |
| 2006      | NTV    | تاتا هيتوتسو نو كوي         | كانزاكي هيروتو                |
| 2007      | TBS    | طوكيو تاناكا صن غو          | تورو شيباهارا (ضيف الحلقة 9)  |
| 2008      | NTV    | ون باوند غوسبل              | هاتاناكا كوساكو               |
| 2009      | NTV    | كامي نو شيزوكو              | كانزاكي شيزوكو                |
| 2009      | TBS    | مستر برين                   | ماساكازو واكوي (ضيف الحلقة 3) |
| 2010      | TBS    | ياماتو ناديشيكو تشيشي هينغي | تاكانو كيوهي                  |

أفلام
| سنة العرض | عنوان الفيلم | الدور        |
| --------- | ------------ | ------------ |
| 2009      | غوكسن        | أوداغيري ريو |

### الحفلات والمسرحيات الموسيقية
| السنة | العنوان         | التاريخ                            | نوعية الدور |
| ----- | --------------- | ---------------------------------- | ----------- |
| 2001  | شوك             | من 1 ديسمبر 2001 إلى 27 يناير 2002 | دور مساند   |
| 2002  | شوك             | من 4 إلى 28 يونيو                  | دور مساند   |
| 2003  | شوك إز رييل شوك | من 8 يناير حتى 25 فبراير           | دور مساند   |
| 2004  | دريم بويز       | من 8 يناير حتى 31 يناير            | دور مساند   |
| 2004  | دريم بويز       | من 8 مايو حتى 23 مايو              | دور بطولة   |
| 2005  | هي سي دريم بويز | 27 أبريل حتى 15 مايو               | دور بطولة   |
| 2006  | دريم بويز       | من 3 يناير حتى 29 يناير            | دور بطولة   |
| 2007  | دريم بويز       | من 5 سبتمر حتى 30 سبتمبر           | دور بطولة   |
| 2008  | دريم بويز       | من 4 مارس حتى 30 مارس              | دور بطولة   |
| 2009  | دريم بويز       | من 4 سبتمبر حتى 25 أكتوبر          | دور بطولة   |

برامج الراديو
كيس باي كيس : بدأ بثه في الرابع من أبريل 2008 ولا يزال يبث إلى الآن.

## إعلاناته التجارية
- 2002 لوت: شوكلاتة كرانكي
- 2003 لوت: علكة بلس إكس
- 2005 اورونامين سي: مشروب مزود بفيتامين سي
- 2005 نينتيندو: ألعاب فيديو «مع أكانيشي جين»
- 2005 كادواكا شوتن: ذا تلفجن
- 2005 روتو: روتو زي
- 2006 سكاي بيرفكت تيفي: مستقبل قنوات فضائية
- 2006 دوكومو: هواتف نقالة
- 2007-2006 دوكومو: هواتف نقالة
- 2007-2008 كي اف سي: دجاج المتبل بالفلفل الأسود
- 2010 باناسونيك: آلة حلاقة لامداش
- 2010 آوكي: بدلة سليم 3 دي

## إنجازاته
- 2004-2005 جائزة جريدة نيكان سبورت: أفضل ممثل مساعد عن دوره في «غوكسن 2»
- 2005 جائزة الأكاديمية للدراما التلفزيونية: أفضل ممثل مساعد عن دوره في «غوكسن 2»
- 2006 جائزة الأكاديمية للدراما التلفزيونية: أفضل ممثل عن دوره في «نوبوتا وو بروديوس»
- 2006 الجائزة السنوية الأولى للإعلانات من قناة اليابان (نيهون تيفي)
- 2006 الجائزة 23 لأفضل من يرتدي سروال الجينز في اليابان
- 2007 الجائزة 24 لأفضل من يرتدي سروال الجينز في اليابان
- 2007 جائزة أستار للدراما التلفزيونية: أفضل ممثل صاعد في آسيا لسنة 2007 في اليابان
- 2008 الجائزة 25 لأفضل من يرتدي سروال الجينز في اليابان
- 2009 جائزة جريدة نيكان سبورت: أفضل ممثل عن دوره في «كامي نو شيزوكو»
- 2009 الجائزة 26 لأفضل من يرتدي سروال الجينز في اليابان
- 2010 الجائزة 27 لأفضل من يرتدي سروال الجينز في اليابان

## روابط خارجية
- كاميناشي كازويا على موقع IMDb (الإنجليزية)
- كاميناشي كازويا على موقع ألو سيني (الفرنسية)
- كاميناشي كازويا على موقع ميوزك برينز (الإنجليزية)
- كاميناشي كازويا على موقع قاعدة بيانات الفيلم (الإنجليزية)
- كاميناشي كازويا على موقع كينوبويسك (الروسية)